# تسوباسا اندوه
تسوباسا اندوه (انگلیسی: Tsubasa Endoh؛ زادهٔ ۲۰ اوت ۱۹۹۳) بازیکن فوتبال اهل ژاپن است.
از باشگاه‌هایی که در آن بازی کرده‌است می‌توان به باشگاه فوتبال تورنتو اشاره کرد.
وی همچنین در تیم ملی فوتبال ژاپن بازی کرده‌است.